# Weidum
Weidum est un village de la commune néerlandaise de Leeuwarden, dans la province de Frise.

## Géographie
Le village est situé à 5 km au sud de Leeuwarden.

## Histoire
Weidum fait partie de la commune de Baarderadeel avant 1984, puis de Littenseradiel avant le 1er janvier 2018, où celle-ci est supprimée. Depuis cette date, Weidum appartient à Leeuwarden.

## Démographie
Le 1er janvier 2018, le village comptait 565 habitants.